# ベト・ダゴン国際博覧会
ベト・ダゴン国際博覧会（ベト・ダゴンこくさいはくらんかい, Exhibition of Citriculture, Expo 1956）は、イスラエルのベト・ダゴンで1956年5月に開催された国際博覧会（特別博）である。